# Policijska akademija 2: Na prvom zadatku
Policijska akademija 2: Na prvom zadatku (engleski izvornik: Police Academy 2: Their First Assignment), američka filmska komedija iz 1985. godine. Drugi iz franšize Policijske akademije.

## Sažetak
Pitomci iz prvog nastavka idu na svoju prvu zadaću. Jednu gradsku četvrt terorizira ulična banda koju predvodi ekscentrični i histerični Zed.